# Krasne Małe
Krasne Małe [ˈkrasnɛ ˈmawɛ] est un village polonais de la gmina de Jasionówka dans le powiat de Mońki et dans la voïvodie de Podlachie. Il se situe à environ 10 kilomètres au sud de Jasionówka, à 21 kilomètres au sud-est de Mońki et à 23 kilomètres au nord de Bialystok.